# Sashinka
Pour plus de détails, voir Fiche technique et Distribution.
Sashinka est un film dramatique canadien (québécois), réalisé par Kristina Wagenbauer et sorti en 2017. Le film met en vedette Carla Turcotte dans le rôle de Sasha et Natalia Dontcheva dans celui de sa mère Elena.
Le film est présenté en première au Festival du nouveau cinéma de Montréal en 2017.
Le film reçoit trois nominations à la 7e cérémonie des prix Écrans canadiens en 2019, pour la meilleure actrice (Turcotte), le meilleur montage ( Jules Saulnier ) et la meilleure chanson originale ( Jean-Sébastien Williams, "Help Is On the Way"). Il reçoit trois nominations aux prix Iris du 21e gala du cinéma québécois, pour la meilleure actrice (Turcotte), la meilleure actrice dans un second rôle (Dontcheva) et la meilleure distribution (Wagenbauer, Nolwenn Daste, Fanny Rainville).

## Synopsis
Sasha, une musicienne qui se prépare pour le concert qui fera connaître son groupe, voit sa mère séparée, Elena, se présenter à sa porte.

## Fiche technique
- Titre original : Sashinka
- Réalisation : Kristina Wagenbauer
- Scénario : Marie-Geneviève Simard, Kristina Wagenbauer
- Musique : Jean-Sébastien Williams
- Direction artistique : Zoé Burns-Garcia, Charlotte Gandin
- Conception artistique : Sylvie Desmarais
- Costumes : Kelly-Anne Bonieux
- Photographie : Marie Davignon
- Son : Luc Bouchard, Thierry Bourgault-D'Amico, Isabelle Lussier
- Montage : Jules Saulnier
- Production : Nellie Carrier
- Société de production : art et essai
- Sociétés de distribution : FunFilm
- Budget : 180 000 dollars[4]
- Pays de production :  Canada
- Langue originale : français, anglais, russe
- Format : couleur
- Genre : drame
- Durée : 78 minutes
- Dates de sortie :
  - Canada : 13 octobre 2017  (première - Festival du nouveau cinéma de Montréal)
  - États-Unis : 5 juin 2018  (Festival international du film de Seattle (SIFF))
  - Canada : 24 août 2018  (sortie en salle au Québec)
  - Canada : septembre 2018  (Cinéfest Sudbury, le festival international du film (en))[5]

## Distribution
- Carla Turcotte : Sasha
- Natalia Dontcheva : Elena
- David Giguère : Emmanuel
- Emmanuel Schwartz : Bucky
- Éliane Préfontaine : Tanya
- Pier-Luc Funk : Vincent, prêteur sur gages
- Johnny Griffin : Johnny
- Sébastien René : gérant du restaurant
- Éric Cabana : Mike, entraîneur CrossFit
- Mishka Stein : Mishka
- Nolwenn Daste : Delphine (coach équilibre et harmonie)
- Frédéric-Antoine Guimond : Maurice
- Fanny Rainville : Julie
- Jean-Sébastien Williams : guitariste
- David Payant : batteur
- Marcel Houle : booker allemand
- Benoit Maufette : commis dépanneur
- Sasha Samar : Alekseï
- Margot Bussière : Margot

## Nominations
7e cérémonie des prix Écrans canadiens
- 2019 : prix Génie de la meilleure actrice pour Carla Turcotte
- 2019 : prix Génie de le meilleur montage pour Jules Saulnier
- 2019 : prix Génie de la meilleure chanson originale pour la chanson "Help Is On the Way" de Jean-Sébastien Williams

21e gala du cinéma québécois
- 2019 : prix Iris de la meilleure actrice pour Carla Turcotte
- 2019 : prix Iris de la meilleure actrice de soutien pour Natalia Dontcheva
- 2019 : prix Iris de la meilleure distribution pour Wagenbauer, Nolwenn Daste et Fanny Rainville